# Strichelracke
Die Strichelracke (Coracias naevia) ist eine Vogelart aus der Ordnung der Rackenvögel (Coraciiformes), die im subsaharischen Afrika bis Namibia und Transvaal beheimatet ist.
Verglichen mit anderen Racken sind die Farben ihres Federkleides eher gedeckt und ihr Ruf ist ziemlich rau. Ihr bevorzugtes Habitat ist trockene Dornbuschsavanne, wo sie lange Zeit damit zubringt, auf den Spitzen von Dornbüschen oder Masten anzusitzen und nach Beute Ausschau zu halten; hierzu gehören Insekten, Spinnen, Skorpione und kleine Echsen auf dem Boden. Während des Balzfluges schaukelt sie um ihre Längsachse hin und her, wobei sie fortwährend ein heiseres Rufen ausstößt.
Die Strichelracke scheint ein opportunistischer Brüter zu sein (möglicherweise ist ihr Brutverhalten gekoppelt an Regenfälle), denn ihre Brutzeiten variieren von Ort zu Ort. Sie nistet in natürlichen Höhlungen in Bäumen oder bezieht alte Spechthöhlen, in die gewöhnlich 3 weiße Eier gelegt werden. Die Jungvögel werden von beiden Elterntieren gefüttert.